# Chromatomyia compta
Chromatomyia compta är en tvåvingeart som beskrevs av Spencer 1986. Chromatomyia compta ingår i släktet Chromatomyia och familjen minerarflugor. Inga underarter finns listade i Catalogue of Life.